# Manuel Doño
Manuel de Jesús Doño Beltrán (San Pedro Sula, Cortés, 13 de septiembre de 1989) es futbolista hondureño. Juega de defensa. Actualmente juega en el Pumas FC de la Liga de Ascenso de Honduras.

## Clubes
| Club                   | País     | Año       |
| ---------------------- | -------- | --------- |
| Real España            | Honduras | 2010-2011 |
| Marathón               | Honduras | 2012-2013 |
| Parrillas One          | Honduras | 2013-2015 |
| Deportes Savio         | Honduras | 2015-2017 |
| Atlético Independiente | Honduras | 2017-2019 |
| Pumas FC               | Honduras | 2019-Act  |